# Anna Orbeliani
Anna Orbeliani, född 1765, död 1832, var drottning av Imereti 1784-1791 som gift med kung David II av Imeretien. Hon var Imeretiens näst sista drottning. 
Hennes make avsattes av sin kusin Solomon II av Imeretien, och efter att hon blev änka 1795 försökte hon med hjälp av rysk hjälp avsätta Solomon II och uppsätta sin son Konstantin på tronen. Hon misslyckades och Ryssland annekterade Imeretien efter Solomon II:s avsättning 1810. Hon fick därefter en rysk pension och fick på rysk begäran lämna Imeretien och bosätta sig i St. Petersburg. 